# Uranio-233
El uranio-233 es un isótopo fisionable del uranio que se genera a partir del torio-232 como parte del ciclo del combustible del torio. El uranio-233 fue investigado para su uso en armas nucleares y como combustible para reactores. Se ha utilizado con éxito en reactores nucleares experimentales y se ha propuesto para un uso mucho más amplio como combustible nuclear. Tiene una vida media de 160,000 años.
El uranio-233 es producido a partir del torio-232 por la irradiación de neutrones.  Cuando el torio-232 absorbe un neutrón, se convierte en torio-233, que tiene una vida media de 22 minutos. El torio-233 se descompone en protactinio-233 a través de la desintegración beta. El protactinio-233 tiene una vida media de 27 días y su desintegración beta produce uranio-233. Algunos diseños propuestos para el reactor de sal fundida intentan aislar físicamente al protactinio de una mayor captura de neutrones antes de que se produzca su desintegración beta, para mantener la economía de neutrones (si no se consigue con el U-233, el siguiente objetivo fisible es el U-235, lo que significa que se necesitaría un total de 4 neutrones para provocar la fisión).
El U-233 normalmente produce una fisión de captura neutrónica, pero a veces retiene el neutrón, convirtiéndose en uranio-234.  La  proporción captura- fisión del uranio-233 es más pequeña que la de los otros dos principales combustibles fisibles, uranio-235 y plutonio-239.

## Material fisible

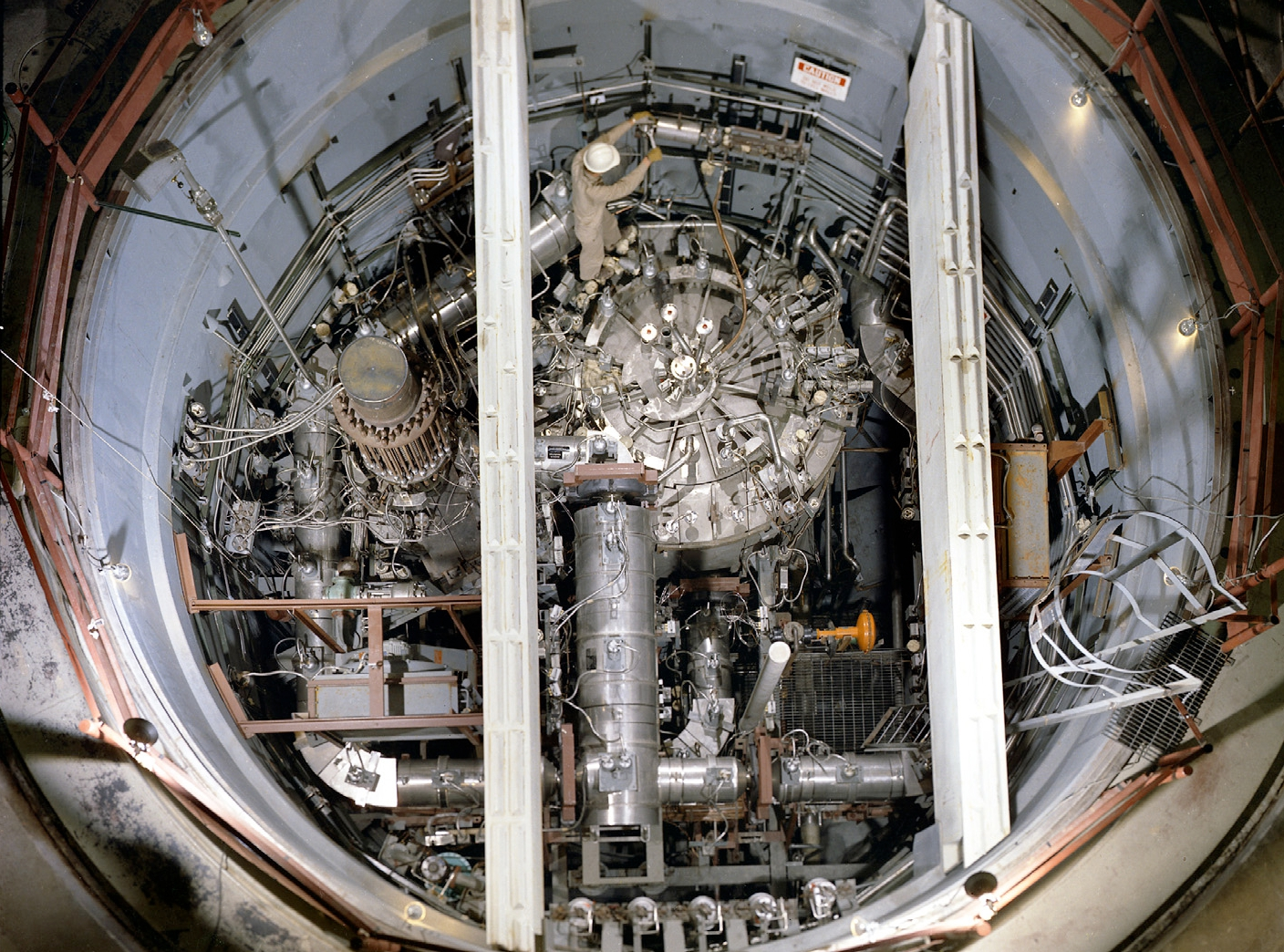
Reactor de sal fundida

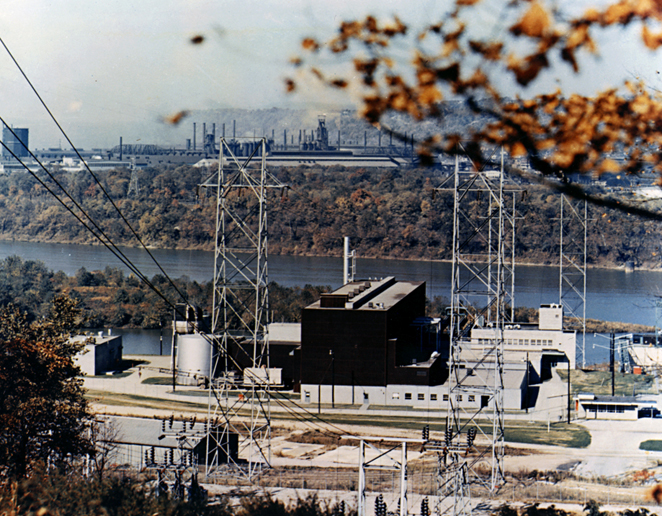
Central nuclear de Shippingport

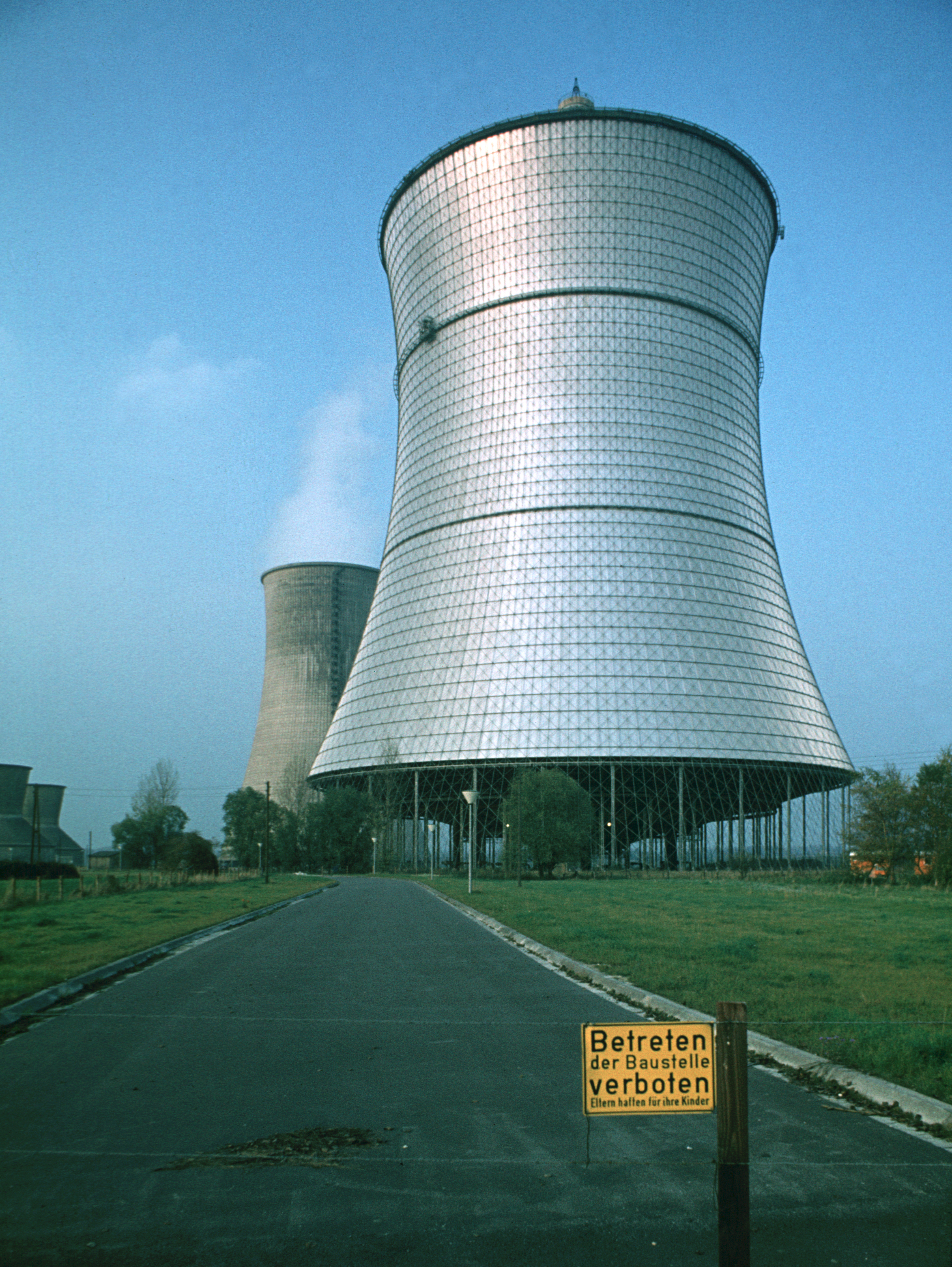
Reactor alemán THTR-300

En 1946, la opinión  pública se enteró de que el uranio-233  había sido desarrollado  a partir del torio como "una tercera fuente disponible de energía nuclear y bombas atómicas" (además del uranio-235 y del plutonio-239), según un informe de Naciones Unidas y un discurso por Glenn T. Seaborg.
Los Estados Unidos produjeron, en el transcurso de la Guerra Fría, aproximadamente 2 toneladas métricas de uranio 233, en diversos niveles de pureza química e isotópica. Se produjeron en Hanford Site y en Savannah River Site, en reactores diseñados para la producción de plutonio-239.  Los costos de producción históricos, estimados a partir de los costos de la producción de plutonio, fueron de 2 a 4 millones de USD / kg. Hay pocos reactores  en el mundo con capacidades significativas para producir más uranio-233.

## Combustible nuclear
El uranio-233 se ha usado como combustible en varios tipos diferentes de reactores, y se propone como combustible para varios diseños nuevos (ver el ciclo de combustible de torio), todos los cuales lo producen a partir del torio. El uranio-233 puede producirse en reactores rápidos o reactores térmicos, a diferencia de los ciclos de combustible basados en uranio-238 que requieren la economía de neutrones superior de un reactor rápido para producir plutonio, es decir, producir más material fisionable del que se consume.
La estrategia a largo plazo del programa de energía nuclear de la India, que posee considerables reservas de torio, es pasar a un programa nuclear que genere uranio 233 a partir de la materia prima de torio.

### Énergía liberada
La fisión de un átomo de uranio-233 genera 197.9 MeV = 3.171·10−11 J  (i.e. 19.09 TJ/mol = 81.95 TJ/kg).
| Fuente                                                                                  | Promedio de energía producida (MeV) |
| --------------------------------------------------------------------------------------- | ----------------------------------- |
| Energía liberada instantáneamente                                                       |                                     |
| Energía cinética de los fragmentos de fisión                                            | 168.2                               |
| Energía cinética de neutrones rápidos                                                   | 4.8                                 |
| Energía transportada por rayos γ rápidos                                                | 7.7                                 |
| Energía de productos de fisión en descomposición                                        |                                     |
| Energía de partículas β                                                                 | 5.2                                 |
| Energía de antineutrinos                                                                | 6.9                                 |
| Energía de rayos γ retardados                                                           | 5.0                                 |
| Suma (excluyendo los antineutrinos que escapan)                                         | 191.0                               |
| Energía liberada cuando los neutrones rápidos que no (re)producen fisión son capturados | 9.1                                 |
| Energía convertida en calor en un reactor nuclear térmico en funcionamiento             | 200.1                               |

## Material para armas

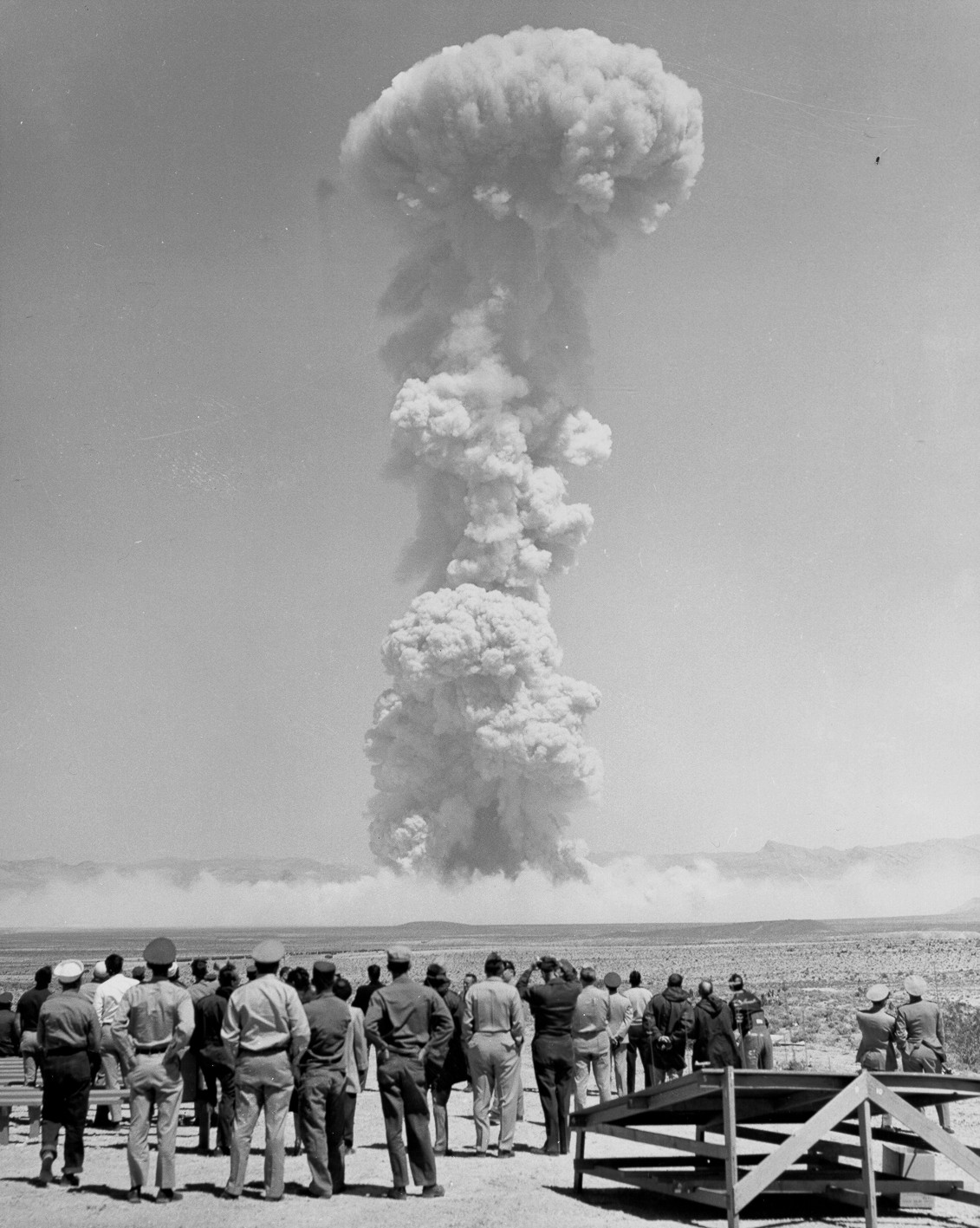
La primera detonación de una bomba nuclear que incluyó U-233, el 15 de abril de 1955.

Como material potencial para armas, el uranio-233 puro es más similar al plutonio-239 que el uranio-235 en términos de fuente (obtenido artificialmente  frente al obtenido de manera natural), vida media y masa crítica, aunque su masa crítica es aproximadamente un 50% mayor que la del plutonio -239. La principal diferencia es la co-presencia inevitable de uranio-232 que puede hacer que el uranio-233 sea muy peligroso de trabajar y bastante fácil de detectar (por la emisión gamma).
Si bien es posible utilizar el uranio-233 como material fisionable de un arma nuclear, dejando a un lado la especulación, hay escasa información públicamente disponible sobre este isótopo que muestre que en realidad haya sido usado para armas:
- Estados Unidos detonó un dispositivo experimental en la prueba "MET" de la Operación Teapot de 1955, que utilizó un  compuesto de plutonio / U-233; su diseño se basó en plutonio / U-235 del TX-7E, un prototipo de diseño de bomba nuclear Mark 7 utilizado en la prueba "Easy" de la Operación Buster-Jangle de 1951. Aunque no fue un fracaso total, el rendimiento real del MET de 22 kilotones fue inferior al previsto de 33 kt, ya que la información reunida fue de valor limitado.[8][9]
- La Unión Soviética detonó su primera bomba de hidrógeno ese mismo año, el RDS-37, que contenía un núcleo fisible de U-235 y U-233.
- En 1998, como parte de sus pruebas Pokhran-II, India detonó un dispositivo experimental U-233 de bajo rendimiento (0.2 kt) llamado Shakti V.[10]

El Reactor B y otros reactores en Hanford Site optimizados para la producción de material apto para armas también se han utilizado para fabricar U-233

### Impureza U-232
La producción de U-233 (mediante la irradiación de torio-232) produce invariablemente pequeñas cantidades de uranio-232 como impureza, debido a reacciones parasitarias (n, 2n) sobre el mismo uranio-233, o sobre protactinio-233, o sobre torio-232 :
232Th (n,γ) 233Th (β−) 233Pa (β−) 233U (n,2n) 232U
232Th (n,γ) 233Th (β−) 233Pa (n,2n) 232Pa (β−) 232U
232Th (n,2n) 231Th (β−) 231Pa (n,γ) 232Pa (β−) 232U
Otro canal implica la reacción de captura de neutrones en pequeñas cantidades de torio-230, que es una pequeña fracción del torio natural presente debido a la descomposición del uranio-238:
230Th (n,γ) 231Th (β−) 231Pa (n,γ) 232Pa (β−) 232U
La cadena de desintegración de 232U produce rápidamente fuertes emisores de radiación gamma. El talio-208 es el más fuerte con 2.6 MeV.
232U (α, 68.9 años); M 232U = 232,03717 u
228Th (α, 1.9 años); M 228Th = 228,02874 u
224Ra (α, 5.44 MeV, 3.6 días, con un γ de 0.24 MeV)
220Rn (α, 6.29 MeV, 56 s, con un γ de 0.54 MeV)
216Po (α, 0.15 s)
212Pb (β−, 10.64 h)
212Bi (α, 61 m, 0.78 MeV)
208Tl (β−, 1.8 MeV, 3 min, con un γ de 2.6 MeV)
208Pb (estable)
Esto hace que el manejo manual en una caja de guantes con solo blindaje ligero (como comúnmente se hace con el plutonio) sea demasiado peligroso (excepto posiblemente en un corto período inmediatamente después de la separación química del uranio de sus productos de descomposición) y requiera una compleja manipulación remota para la fabricación de combustible .
Los peligros son importantes incluso a 5 partes por millón. Las armas nucleares de implosión requieren niveles de U-232 inferiores a 50 ppm. Las armas de fisión de tipo pistola también necesitan niveles bajos (rango de 1 ppm) de impurezas ligeras, para mantener baja la generación de neutrones.
El Experimento de Reactor de Sal Fundida (RSF) utilizó U-233, obtenido en reactores de agua ligera como el de la Central Nuclear Indian Point, que tenía 220 ppm de U-232.

## Más información
El torio, del que se obtiene el U-233, es aproximadamente de tres a cuatro veces más abundante en la corteza terrestre que el uranio. La cadena de decaimiento de 233U en sí es parte de la cadena de desintegración de su precedente el 237Np.
Los usos del uranio-233 incluyen la producción de los isótopos médicos actinio-225 y bismuto-213 que se encuentran entre sus derivados, en reactores nucleares de baja masa para aplicaciones de viajes espaciales, como rastreador isotópico, investigación de armas nucleares e investigación de combustible de reactores incluyendo el ciclo de combustible de torio.
El radioisótopo bismuto-213 es un producto de descomposición del uranio-233; es un material prometedor para el tratamiento de ciertos tipos de cáncer, incluida la leucemia mieloide aguda y los cánceres de páncreas, riñones y otros órganos.